# Teckenfel
Teckenfel är ett uttryck inom matematiken. Ett teckenfel är att man i en uträkning missat att ändra plus till minus eller tvärtom när detta är nödvändigt. Felet kan uppstå på grund av komplexa och stora uttryck där det är lätt att missa detaljer.

## Exempel på teckenfel
Ett teckenfel kan till exempel uppstå vid en förenkling av ett uttryck.
{\displaystyle -(a-(b+c(-d)+{\frac {e}{-f}})=}
{\displaystyle =-(a-(b-cd)-{\frac {e}{f}})=}
{\displaystyle =-(a-b+cd-{\frac {e}{f}})=}
{\displaystyle =-a-b+cd-{\frac {e}{f}}}
I det här fallet har man missat att göra teckenbyte i sista ledet och erhåller därmed ett felaktigt svar.
Ett mer komplext exempel är nedanstående
{\displaystyle \int _{-1}^{3}3e^{-x}\,dx=}
{\displaystyle =-3\left[e^{-x}\right]_{-1}^{3}=}
{\displaystyle =-3\left(e^{-3}-e^{-1}\right)=}
{\displaystyle =-3e^{-3}+3e^{-1}}
Här har man missat att två minustecken tar ut varandra och får därmed {\displaystyle e^{-1}} istället för det korrekta {\displaystyle e^{1}}.